# Олтрефоса (Венеција)
Олтрефоса је насеље у Италији у округу Венеција, региону Венето.
Према процени из 2011. у насељу је живело 32 становника. Насеље се налази на надморској висини од 5 м.